# 紫柄假瘤蕨
紫柄假瘤蕨（学名：Phymatopteris crenatopinnata），为水龙骨科假瘤蕨属下的一个植物种。